# ネロベルク登山鉄道

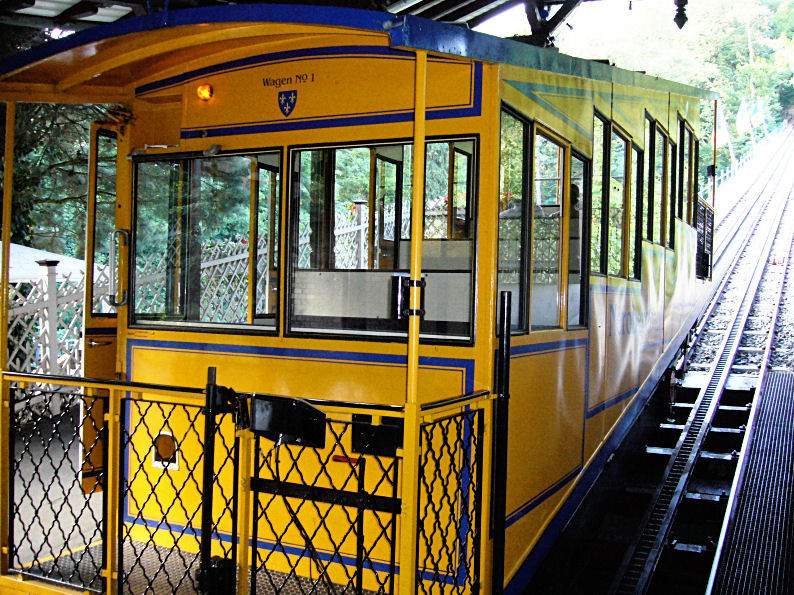
ネロベルク登山鉄道のケーブルカーの車両が山麓側に停車しているところ。

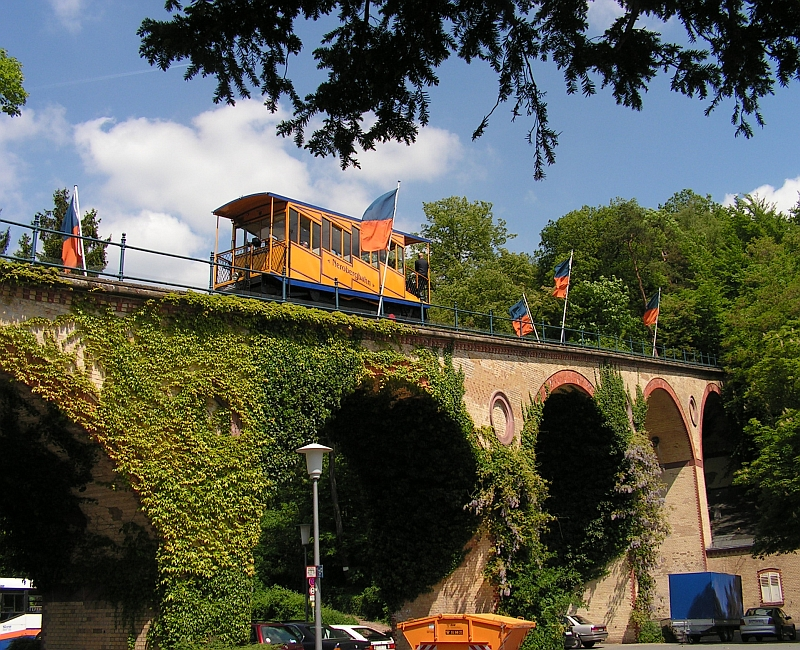
水道橋

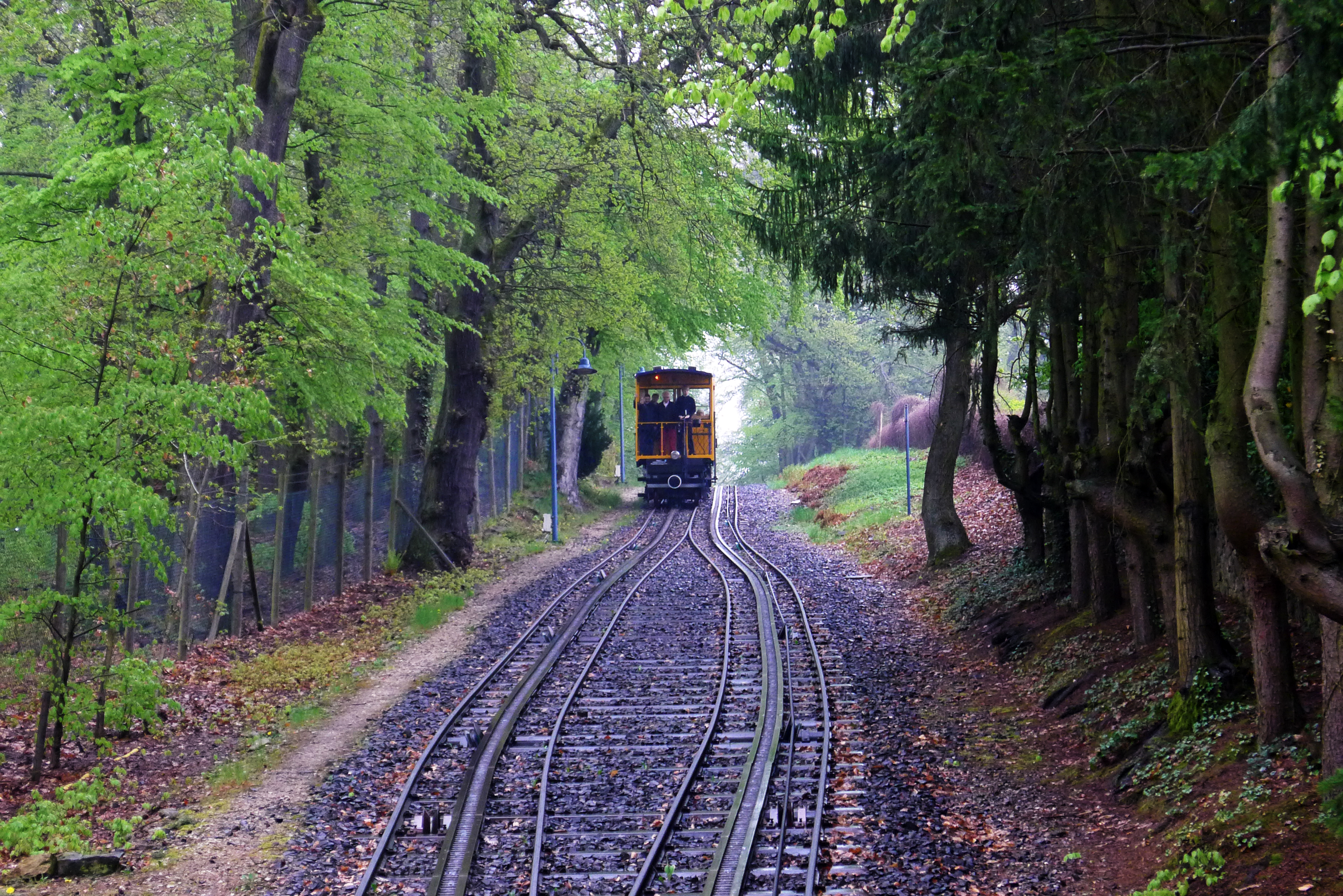
すれ違う部分。

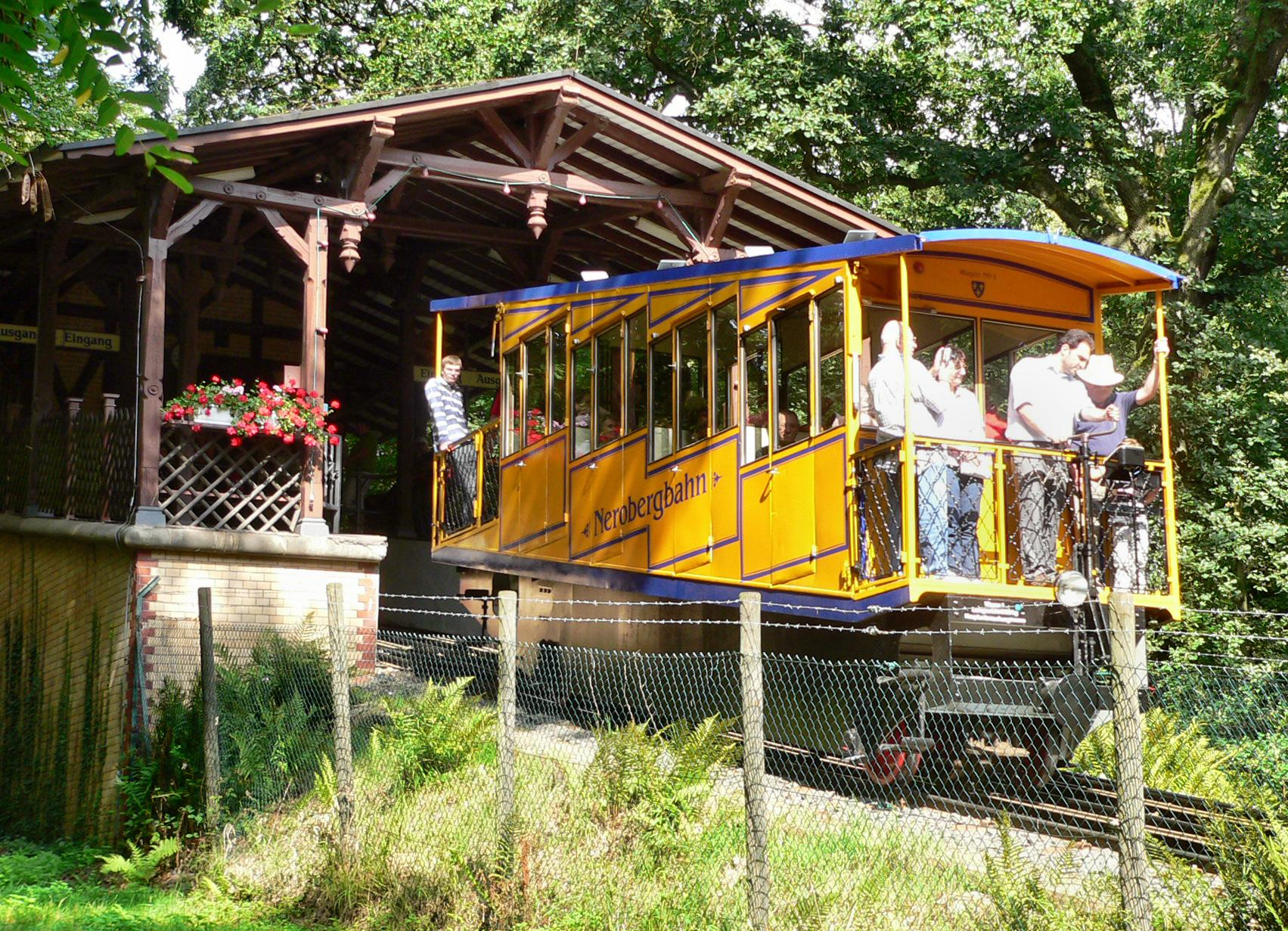
山頂駅付近。

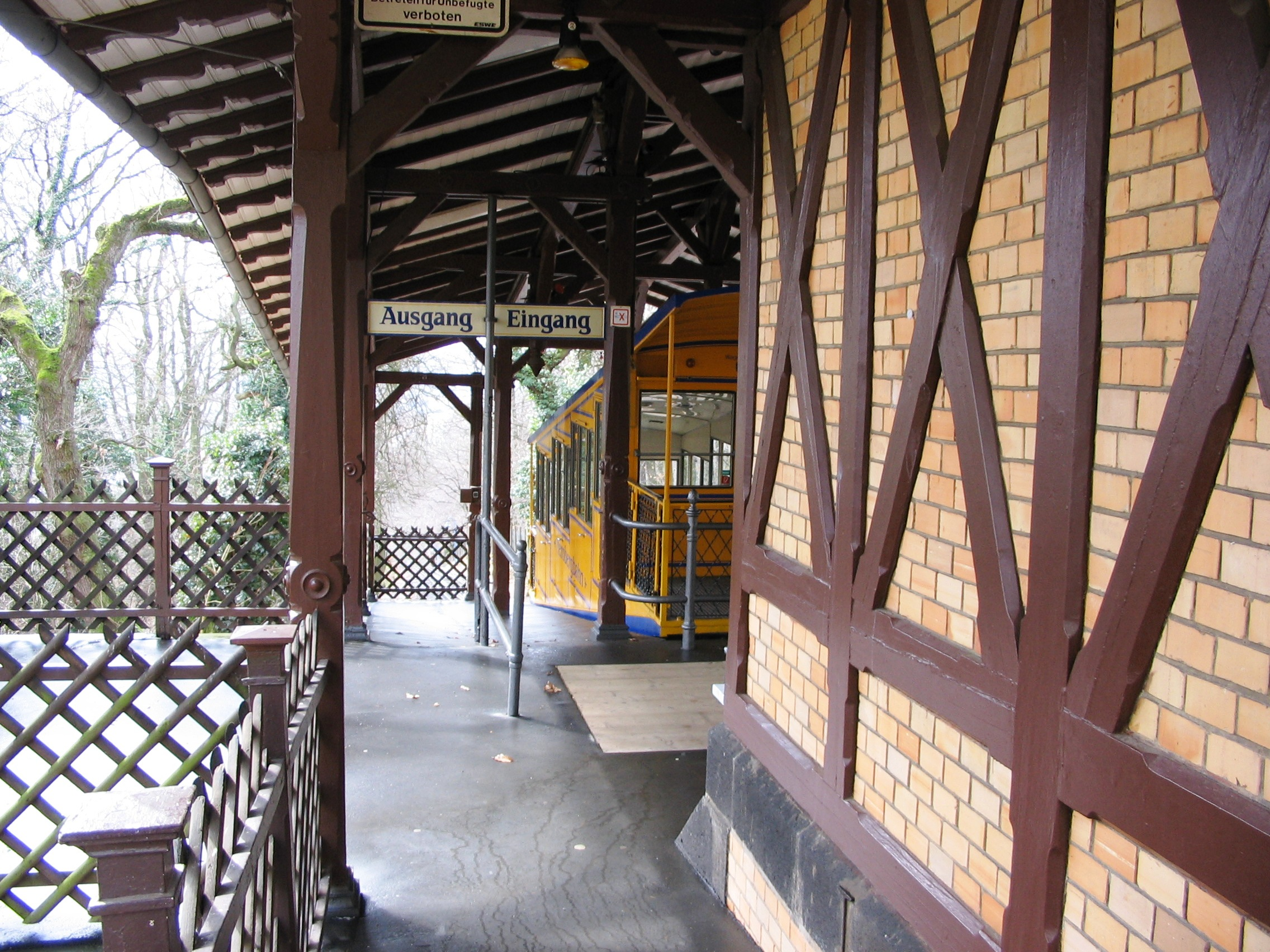
山頂駅

ネロベルク登山鉄道（ネロベルクとざんてつどう、Nerobergbahn）は、ドイツに敷設されている小規模な登山鉄道である。
「ベルク」というのは「山」のことであり、ヘッセン州の州都ヴィースバーデンの郊外に位置するネロ山と言う小高い丘程度の山（標高約245 m）を昇降する。世界でも珍しい、ポンプで汲み上げられた水の重量を利用して動くケーブルカーである。

## 動力
ネロベルク登山鉄道は、車両に存在するタンクの中に入れた水の重量を利用して動く。2台の車両がワイヤで連結されており、車両がそれぞれ山頂と山麓に位置している。山頂駅の近くにあるポンプ小屋に、山麓から水がくみ上げられる。くみ上げられた水（約7,000リットル）が山頂の車両のタンクに注がれ、その重みで山頂の列車が降りる。（ワイヤの反対側にある山麓の車両は、山頂から降りる車両に引っ張られて登っていく。）山頂の車両が山麓までたどり着くと、車両のタンクから水が出され、山頂へとポンプを通じて水が送られる。以下、これがひたすら繰り返される。なお、水が凍結すると危険なことから冬期は運休となっている。

## 走行区間
ネロ山の山麓付近から、まず駅前を通る道路を越えるために陸橋の上を渡る。その後は山沿いに斜面を登り、途中の上下線交差ポイントを通過して、山頂付近の駅まで到達する。線路の全長は約440メートル、傾斜は25度ほどである。

## レール
レールは基本的に3本である。一方の車両は左と中央、もう一方の車両は中央と右のレールを利用する。山の中腹地点にさしかかると、2台の車両が交差できるようにレールが4本になる（中央のレールが2本に分かれる）。交差後、再び3本に戻る。
安全上、下り車両の急激な落下を防ぐため、レールとレールの間には歯車状のラックレールが設けられ、速度調整ブレーキに使用されている。運行の際には下り列車の山麓側に添乗した乗務員が、ハンドブレーキを操作することで速度を調整している。

## 歴史・その他
ネロベルク登山鉄道の歴史は古く、その開通は1888年にまでさかのぼる。水を動力として用いた背景は、どうやら予算難であったらしい。それから1世紀以上、ネロベルク登山鉄道は無事故で運行され続けて現在（2005年）に至る。小さな車両の内には消火器も備え付けられており、安全対策にぬかりはない。
山麓駅とバス停の間には一室だけの無料展示室があり、当鉄道の歴史や構造について紹介されている。各国メディアによる当鉄道の記事も紹介されており、日本からのものとして2003年8月14日付けの読売新聞の記事が展示されている。